# サンタ・クルス・デ・テネリフェのカーニバル

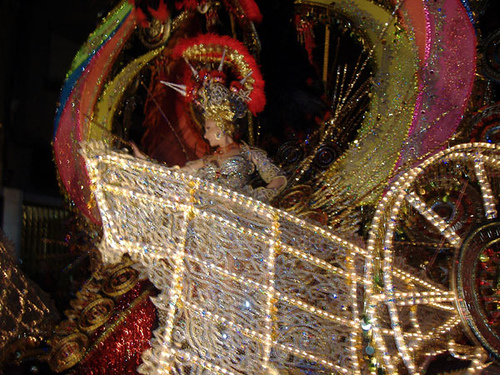
サンタ・クルス・デ・テネリフェのカーニバル（2006年）

サンタ・クルス・デ・テネリフェのカーニバル（スペイン語: Carnaval de Santa Cruz de Tenerife）はアフリカ北西部・モロッコ及び西サハラ西岸に位置するスペイン領カナリア諸島・サンタ・クルス・デ・テネリフェの祭り。一年に一度、2月から3月にかけて行われる。催行期間中に、カーニバルの「女王」を選出し、これがカーニバル最大の行事になる。